# Pacte dels germans Pais
El Pacte dels germans Pais (Pacto dos irmãos Pais o Pacto de Gomes Pais e Ramiro Pais en Portuguès) és el títol donat a un document, escrit en galaicoportuguès que registra un acord de no-agressió i defensa mútua entre dos germans nobles. Va ser escrit a Santa Maria de Arnoso i es va conservar durant segles en la catedral de Braga i en l'actualitat es troba a l'Arxiu nacional de Torre do Tombo, a Lisboa.
No està datat, però la crítica textual el situa poc abans de 1175 i, per tant, podria ser anterior a la Notícia de fiadores, que és el document datat escrit en portuguès més antic. Es tracta d'un text breu i de difícil interpretació, farcit de formes llatines.